# Вавилон-5: Тень, что внутри
Вавилон-5: Тень, что внутри — книга из серии научно-фантастических романов, действие которых происходит в вымышленной вселенной сериала «Вавилон-5». Автор книги — Джин Кавелос, одновоременно является редактором издательства Dell Books и автором Трилогии техномагов.

## Краткое описание событий
События, описываемые в романе, происходят в двух непересекаемых сюжетных линиях, в начале 2257 года, сразу перед событиями, описываемыми в фильме «Вавилон-5: Эпизод 00. Встречи», являющимся пилотным эпизодом всего сериала «Вавилон-5». Основной сюжет описывает полет космического исследовательского корабля «Икар» к За'ха'думу, и судьба Анны Шеридан, второй жены будущего командира станции «Вавилон-5» Джона Шеридана (данная часть повествования признана полностью канонической). Вторая сюжетная линия повествует о командовании Джоном Шериданом кораблем Агамемнон.
Роман проясняет то, как Анна была вовлечена в проект раскопок IPX на За’ха’думе, как она встретила Мордена и как она стала процессором корабля Теней — той, которой она предстала в заключительном эпизоде третьего сезона сериала «Вавилон-5».
Также в романе показано то, как и почему Морден выбрал для себя судьбу агента Теней. Он овдовел, когда его жена и дочь погибли в результате террористического акта — зона перехода у Ио была взорвана в момент прохода в них пассажирского лайнера. Вина Мордена и его хладнокровная жестокость в работе, отчасти, может быть объяснена тем, что Тени сообщили ему, что его жена и дочь живы и все ещё где-то страдают, и у него есть шанс облегчить и окончить их мучения, если он будет сотрудничать с ними.
Детали этого сюжета пересекаются с другой работой Джин Кавелос — Трилогией техномагов, которая признается Стражинским 100 % канонической.